# Adriana Araújo (Boxerin)
Adriana Araújo (* 4. November 1981 in Salvador, Bahia) ist eine brasilianische Profiboxerin. 

## Amateurkarriere
Adriana Araújo nahm an den Olympischen Spielen 2012 in London teil und gewann eine Bronzemedaille im Leichtgewicht; nach Siegen gegen Saida Chassenowa und Mahjouba Oubtil, war sie im Halbfinale gegen Sofja Otschigawa unterlegen. Bei den Olympischen Spielen 2016 in Rio de Janeiro schied sie im Achtelfinale mit 1:2 gegen Mira Potkonen auf einem neunten Platz aus.
Bei Weltmeisterschaften unterlag sie 2008 in der Vorrunde gegen Celeste Peralta, 2010 im Achtelfinale gegen Katie Taylor, 2012 im Viertelfinale gegen Sofja Otschigawa, 2014 im Achtelfinale gegen Sofja Otschigawa und 2016 im Achtelfinale gegen Anastassija Beljakowa.
Bei Panamerikameisterschaften gewann sie 2005, 2007, 2008, 2009, 2010 und 2012 die Goldmedaille, sowie 2014 Silber und 2016 Bronze.
Zudem gewann sie die Südamerikaspiele 2010 und war Viertelfinalistin der Panamerikanischen Spiele 2011.

## Profikarriere
Sie bestritt ihr Profidebüt am 17. Juni 2017 und gewann sechs Kämpfe in Folge, wobei sie die Titel Latino und Silver der WBC gewann. Am 4. Oktober 2020 boxte sie in der Marshall Arena von Milton Keynes gegen die Britin Chantelle Cameron und verlor dabei einstimmig nach Punkten. Durch diesen Sieg erhielt Cameron den vakanten WBC-Weltmeistertitel im Halbweltergewicht.